# 李士元 (正德進士)
李士元（1488年—？），字伯大，山東兗州府曹州人，民籍，明朝政治人物。

## 生平
山東鄉試第十九名舉人。正德十二年（1517年）中式丁丑科會試第一百十三名，登第二甲第三名進士。吏部观政，授户部主事，卒。

## 家族
曾祖李貴；祖父李賢；父李鳳，曾任貢士。母黃氏。